# Аристов, Иван Елисеевич
Ива́н Елисе́евич А́ристов (1801—1870) — генерал-майор, начальник Брянского арсенала.

## Биография
Родился в 1801 году, сын отставного подполковника, происходил из дворян Московской губернии. Образование получил во 2-м кадетском корпусе, из которого выпущен прапорщиком 21 ноября 1821 года в артиллерию.
Принимал участие в русско-турецкой войне 1828—1829 годов, сражался под Браиловым, Кулевчи, Камчике, Айдосе. За отличия в сражениях награждён орденом св. Анны 3-й степени с бантом.
В 1837 году назначен командиром лёгкой № 4 батареи 17-й артиллерийской бригады, в 1843 году получил чин подполковника. С 1845 года состоял штаб-офицером по искусственной части в Брянском арсенале и в 1850 году получил чин полковника.
В 1859 году назначен командиром Брянского арсенала и 23 апреля 1861 года произведён в генерал-майоры.
В ноябре 1869 года Аристов вышел в отставку и скончался 14 февраля 1870 года.

## Ордена
Среди прочих наград Аристов имел ордена:
- Орден Святого Станислава 3-й степени (1835 год)
- Орден Святого Георгия 4-й степени (1 января 1847 года, за беспорочную выслугу, № 7619 по кавалерскому списку Григоровича — Степанова)
- Орден Святой Анны 2-й степени (1847 год, императорская корона к этому ордену пожалована в 1854 году)
- Орден Святого Владимира 3-й степени (1856 год).